# An Spidéal
An Spidéal (le nom est régulièrement anglicisé en Spiddal, même si cette dénomination n’a rien d’officiel) est une petite ville située sur la côte nord de la Baie de Galway, dans le Comté de Galway, en Irlande.
La ville se trouve à une quinzaine de kilomètres à l’ouest de la ville de Galway. An Spidéal fait partie du Gaeltacht, une région où l’irlandais est parlé au quotidien par les habitants.
An Spidéal est connue pour sa musique. Deux pubs proposent de nombreuses sessions de musique traditionnelle.
Le groupe traditionnel De Dannan s'y est formé en 1975.
Le groupe de rock The Waterboys y a enregistré un album aux accents irlandais (Room to Roam, 1990) et a donné à une de ses chansons le nom de la ville (Spiddal).